# Lucy Sanders

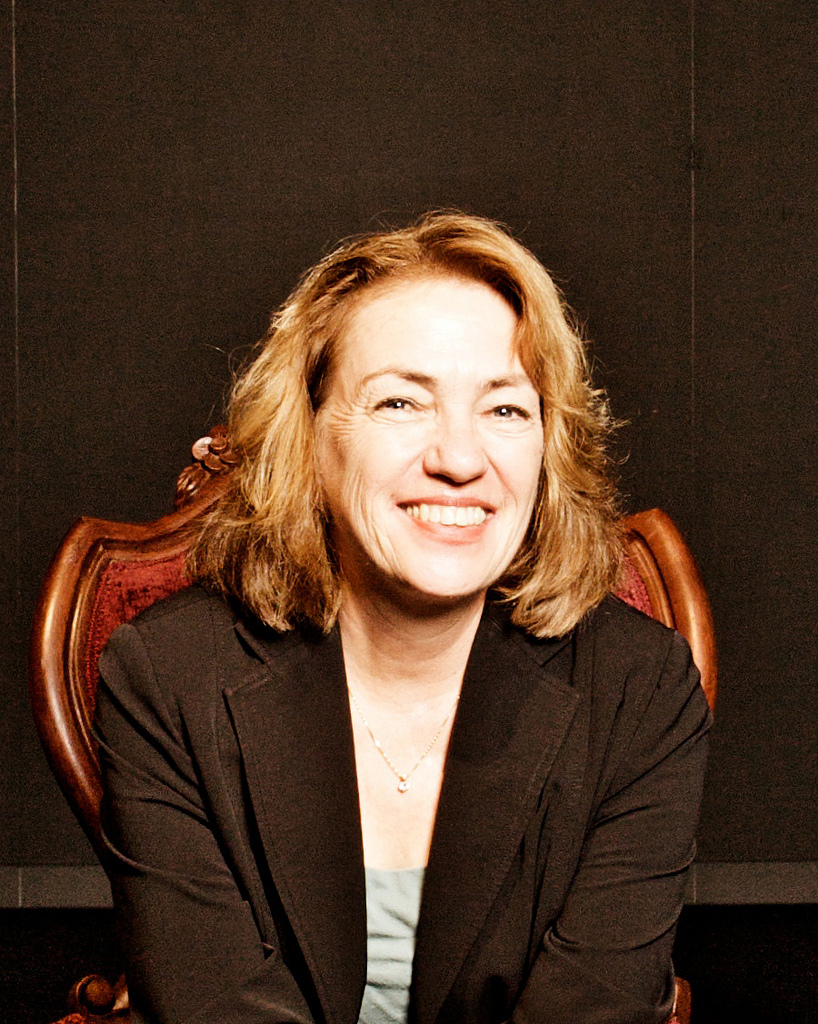
Lucy Sanders

Lucinda „Lucy“  Sanders (* 1954) ist eine US-amerikanische Informatikerin. Sie ist CEO und Mitbegründerin des National Center for Women & Information Technology (NCWIT).

## Leben und Werk

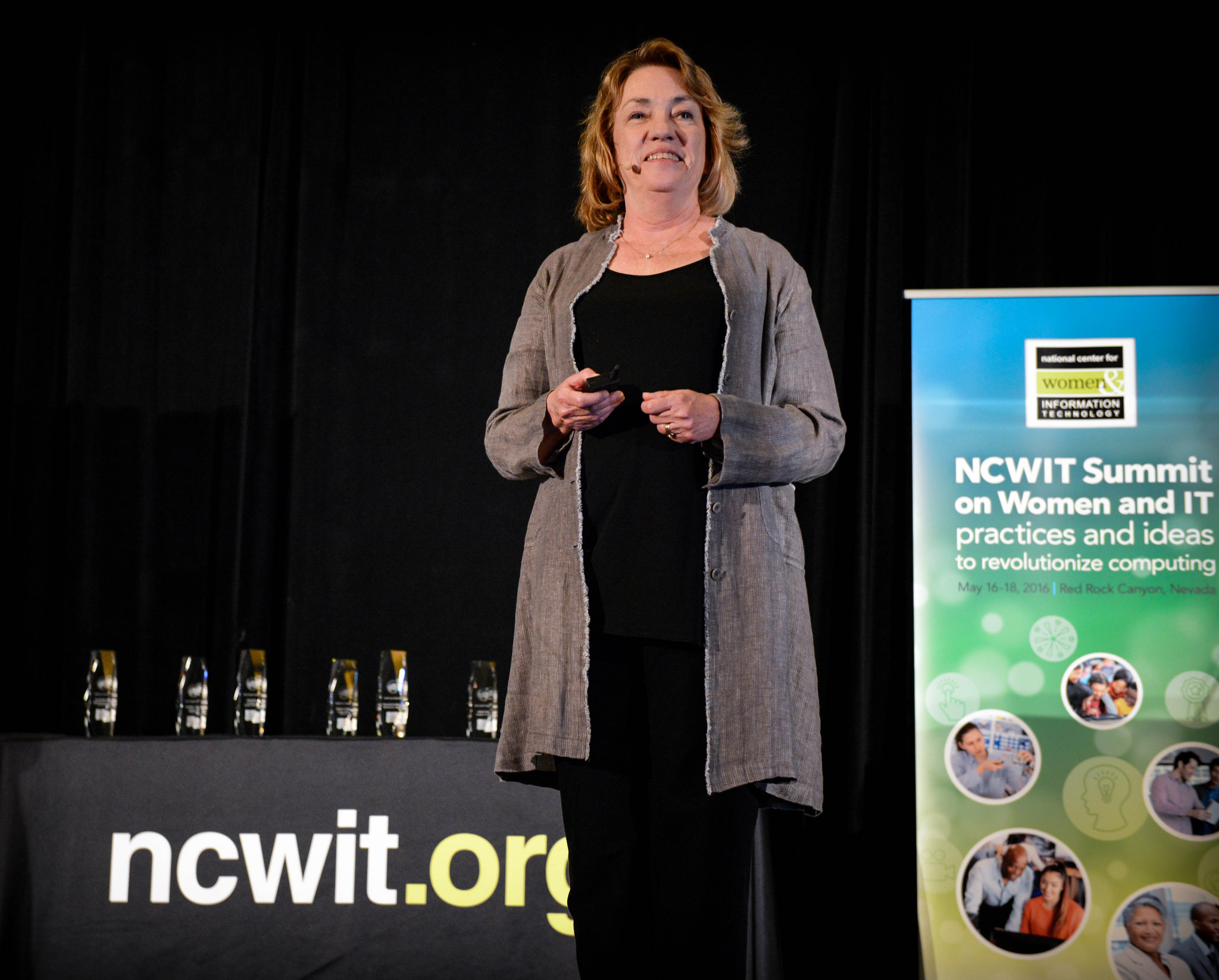
Lucy Sanders bei NCWIT

Sanders ist die Tochter eines Early Adopters der Informatik und lernte in der High-School bereits die für die Computerprogrammierung erforderlichen Fertigkeiten. Sie studierte Informatik an der Louisiana State University, wo sie ihren Bachelor-Abschluss erhielt, und dann an der University of Colorado Boulder (CU), wo sie ihren Master of Science-Abschluss erwarb. Während sie an der UC studierte, arbeitete sie auch bei AT&T Bell Labs in Denver. Nach ihrem Abschluss war sie weiterhin bei Bell Labs tätig und verließ das Unternehmen fast 25 Jahre später als F&E-Vizepräsidentin und Bell Labs Fellow.
Sie war über 20 Jahre lang in Forschung und Entwicklung sowie in Führungspositionen bei AT&T Bell Labs, Lucent Bell Labs und Avaya Labs tätig, wo sie sich auf Software und Lösungen auf Systemebene spezialisierte.

## National Center for Women & Information Technology und weitere Aktivitäten

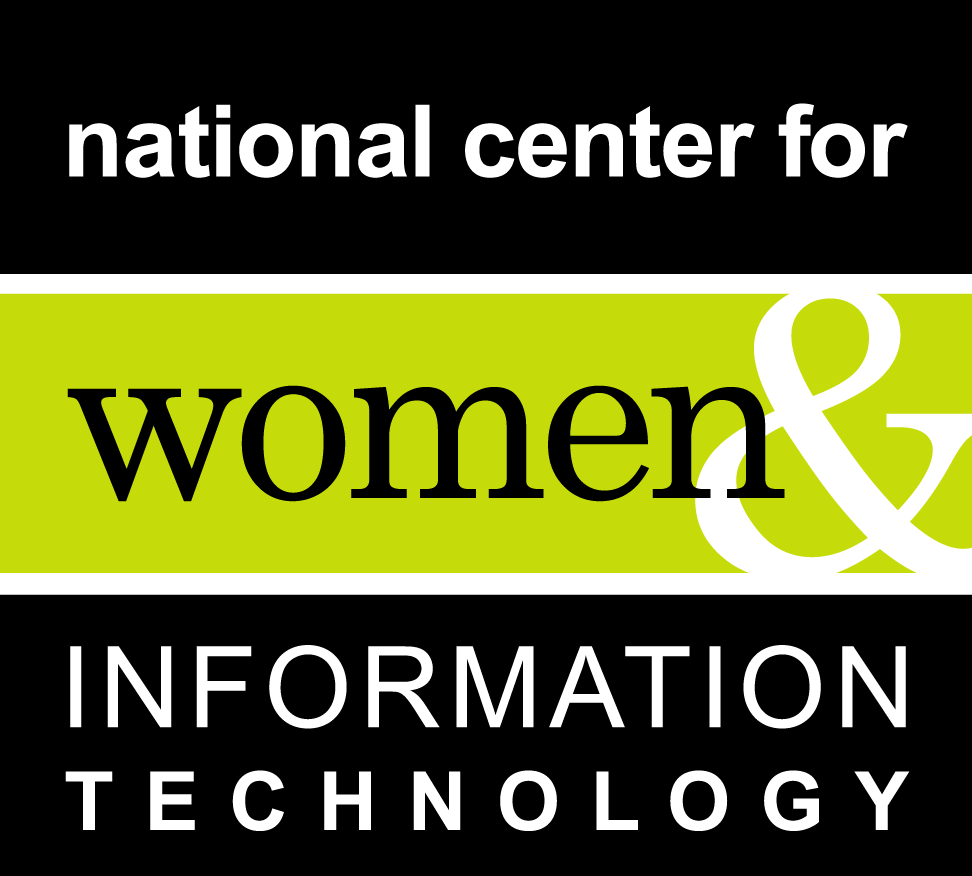
Logo des National Center for Women & Information Technology

Sanders ist CEO und Mitbegründerin der gemeinnützigen Organisation National Center for Women & Information Technology, die 2004 an der CU mit einem Stipendium der National Science Foundation ins Leben gerufen wurde.
Sanders ist Treuhänderin in mehreren Technologiegremien, darunter dem Center for American Entrepreneurship in Washington D.C. und dem International Computer Science Institute an der University of California, Berkeley. Sie ist Executive-in-Residence für das ATLAS Institute an der University of Colorado Boulder und Mitglied mehrerer High-Tech-Startup- und Non-Profit-Vorstände, darunter des American Center for Entrepreneurship. Sie war Mitglied des Kuratoriums des Mathematical Sciences Research Institute (MSRI) der University of California Berkeley sowie Mitglied der Information Technology Research and Development Ecosystem Commission der National Academies und des Innovation Advisory Board des US-Handelsministeriums.
Sie verfügt über sechs Patente im Bereich Kommunikationstechnologie.

## Auszeichnungen (Auswahl)
- 1996: Bell Labs Fellow Award
- 2000: Silicon Valley Tribute to Women in Industry Award
- 2016: Bob Newman Lifetime Achievement Award der Colorado Technology Association
- 2004: Distinguished Alumni Award des Department of Engineering der CU
- 2006: Soroptimist International of Los Angeles Women of Vision Award
- 2007: Women in Technology Hall of Fame[5][6]
- 2011: Boulder County Business Review Outstanding Women
- 2011: George Norlin Distinguished Service Award
- 2012: zusammen mit den NCWIT-Mitbegründern Robert Schnabel und Telle Whitney Empfängerin des A. Nico Habermann Award 2012 der Computing Research Association[7]
- 2013: US News STEM Leadership Hall of Fame Award[8]
- 2023: Boulder County Business Hall of Fame

## Veröffentlichungen (Auswahl)
- mit Jill Ross, Liz Litzler, Joanne Cohoon: Improving Gender Composition in Computing. Communications of the ACM, April 2012
- mit Lecia J. Barker, J. McGrath Cohoon: Strategy Trumps Money: Recruiting Undergraduate Women into Computing. IEEE Computer Magazine, 2010. doi:10.1109/MC.2010.179.
- Committee on Assessing the Impacts of Changes in the Information Technology Research and Development Ecosystem: Retaining Leadership in an Increasingly Global Environment. National Research Council of the National Academies, January 2009. doi:10.17226/12174.
- IT Innovation and the Role of Diversity. Black IT Professional Magazine, Summer 2006.
- mit Sid Ahuja: Multimedia Collaboration. AT&T Technical Journal, October 1995.
- mit Bryan Katz: MMCX Server Delivers Multimedia Here and Now. AT&T Technology, Winter 1995 – 1996.
- mit Kathleen K. Glass: Managing Organizational Handoffs with Empowered Teams. AT&T Technical Journal (22) Volume 71 Nr.3, 1992, S. 22 – 29. doi:10.1002/bltj.1992.71.